# Бельріт
Бельріт (нім. Belrieth) — громада в Німеччині, розташована в землі Тюрингія. Входить до складу району Шмалькальден-Майнінген. Складова частина об'єднання громад Дольмар-Зальцбрюкке.
Площа — 9,93 км2. Населення становить 333 ос. (станом на 31 грудня 2021).

## Галерея

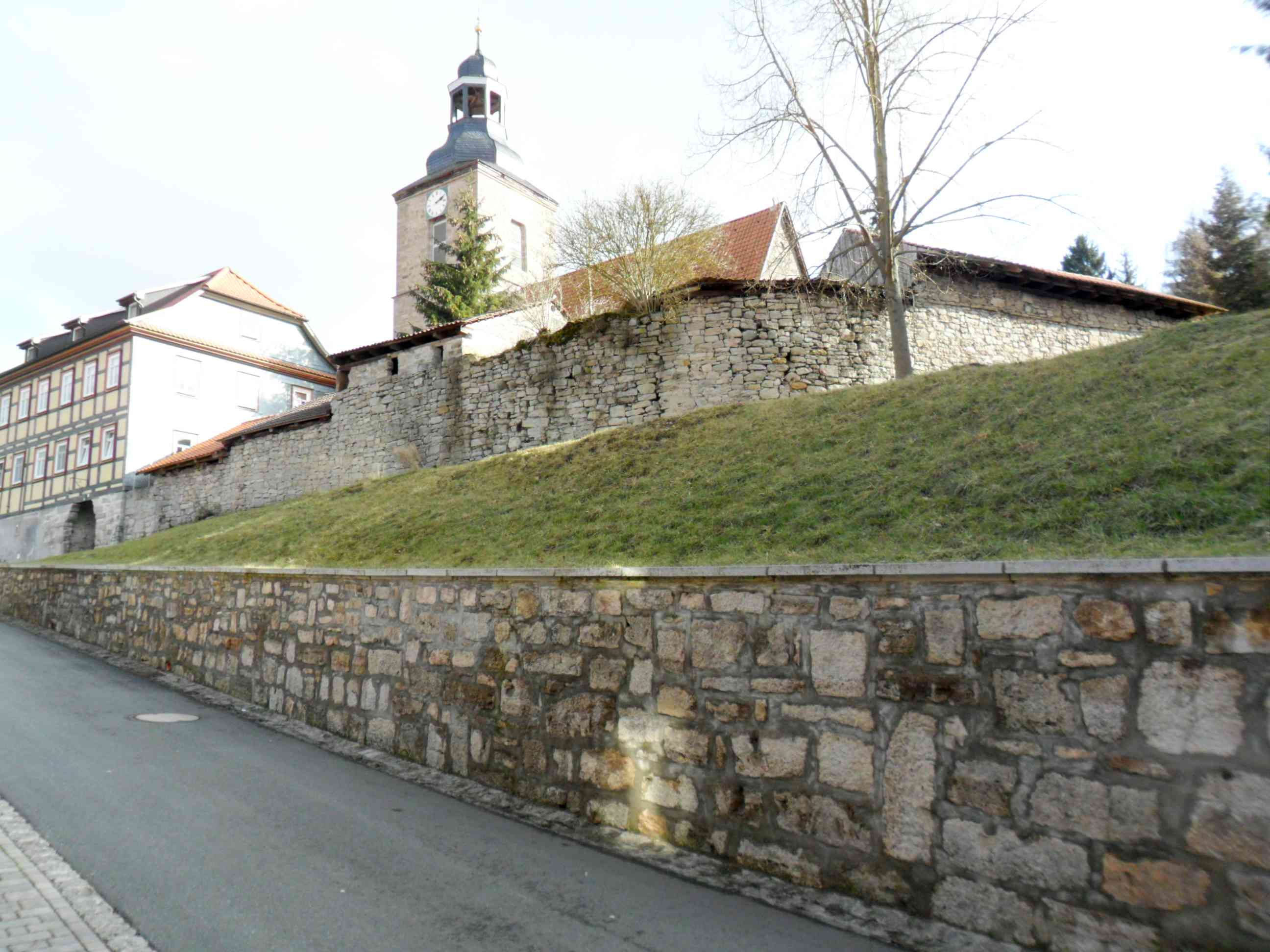